# Symptoms + Cures
Symptoms + Cures es el cuarto álbum de estudio de la banda de hardcore punk Comeback Kid. Fue lanzado el 31 de agosto de 2010. Es el primer álbum de la banda lanzado a través de Distort Entertainment después de que su anterior sello discográfico Smallman Records hubiese cerrado. También se distribuyó en los Estados Unidos a través de Vagrant Records. Symptoms + Cures se grabó con Eric Ratz y Kenny Luong, ambos han trabajado previamente con otras bandas de punk canadienses como Cancer Bats y Billy Talent.
Este lanzamiento es el segundo álbum de estudio con Andrew Neufeld como vocalista después del álbum de 2007, Broadcasting. Neufeld tocó la guitarra para Comeback Kid y solo comenzó a cantar para la banda después de que el exvocalista Scott Wade se fuera en el 2006. El baterista Kyle Profeta comentó sobre este segundo álbum trabajando con Neufeld como vocalista, "realmente hemos encontrado nuestro sonido con él y todos estamos muy emocionados al respecto."

## Lista de canciones
Fuente: Distort Entertainment

| N.º   | Título                | Duración |  |
| 1.    | «Do Yourself a Favor» | 2:30     |  |
| 2.    | «Crooked Floors»      | 3:12     |  |
| 3.    | «G.M. Vincent & I»    | 3:33     |  |
| 4.    | «Because of All»      | 3:38     |  |
| 5.    | «The Concept Stays»   | 3:06     |  |
| 6.    | «Balance»             | 4:03     |  |
| 7.    | «Symptoms + Cures»    | 3:55     |  |
| 8.    | «Manifest»            | 3:57     |  |
| 9.    | «Get Alone»           | 4:16     |  |
| 10.   | «Magnet Pull»         | 2:49     |  |
| 11.   | «Pull Back the Reins» | 5:01     |  |
| 39:57 |                       |          |  |

## Personal
| Comeback Kid - Jeremy Hiebert: guitarra - Andrew Neufeld: voz - Kyle Profeta: batería - Casey Hjelmberg: guitarra - Matt Keil: bajo Músicos invitados - Nuno Pereira (A Wilhelm Scream): voz en «The Concept Stays» - Liam Cormier (Cancer Bats): voz en «Balance» - Sam Carter (Architects): voz en «Pull Back the Reins» Portada y diseño - Michael Bukowski: ilustraciones - Jason Link: diseño - Scott Wade: logo - Eric Levin: fotografía | Producción y grabación - Eric Ratz: productor, ingeniero, mezcla - Kenny Luong: productor, ingeniero, mezcla - Comeback Kid: productor, ingeniero - Jeff Crake: ingeniero asistente - Chris Snow: ingeniero asistente - Scott Lake: masterización - Alan Riches: técnico de guitarra, técnico de batería - Greg Below: ingeniero adicional - Craig Pattison: soporte técnico adicional - Nicole Hughes: soporte técnico adicional - Gavin Brown: soporte técnico adicional - Marcio Sargento: soporte técnico adicional - Michael T. Fox: soporte técnico adicional - Steve Evetts: ingeniero (voz de Sam Carter) - Clint Billington: A&R - Tony Brummel: A&R |